# 福兴河 (安图)
福兴河，位于中华人民共和国吉林省延边朝鲜族自治州安图县境内，是布尔哈通河右岸支流，发源于安图县北部明月镇（原福兴乡）福利屯西南哈尔巴岭东麓，东北流至福利屯后转东南流，经福利村、福林村、光兴村等村，在福满村东北转东北流，经岛兴村、福兴村、永新村和安图水库，最后于安图县城南部汇入布尔哈通河。河长34.4千米，流域面积383平方千米，河道平均比降5.3‰，年均径流量0.559亿立方米。